# 미국 U-23 축구 국가대표팀
미국 U-23 축구 국가대표팀(영어: United States boys' national under-23 soccer team)은 미국를 대표하는 23세 이하의 축구 국가대표팀으로, 올림픽을 대비하는 대표팀이다.

## 역대 감독
| 감독                  | 임기        |
| --------------------- | ----------- |
| 플러트코 페렌츠       | 1936        |
| 알케타스 파나굴리아스 | 1984        |
| 브루스 어리나         | 1996        |
| 안드레아스 헤어초크   | 2015 ~ 2016 |